# Tianyuan (torneo taiwanese)
Il Tianyuan (天元賽T, Tiānyuán sàiP, lett. "Concorso Tengen") è uno dei principali tornei professionistici di Go di Taiwan. È l'omologo del Tengen giapponese e del Chunwon sudcoreano, e ha un omonimo omologo in Cina; infatti tutte queste tre parole hanno lo stesso significato, «Origine del cielo», ed è il termine utilizzato anche per indicare il punto centrale del goban.
La borsa del vincitore è di 1.000.000 NT$, mentre al secondo arrivato vanno 400.000 NT$ (fino al 2012 erano 800.000 NT$ e 350.000 NT$ rispettivamente).

## Formato
Il torneo prevede una competizione tra 16 partecipanti preliminare per la selezione di quattro goisti promossi alla Lega del Tianyuan: questa competizione è un torneo a eliminazione diretta con tabellone dei perdenti.
I quattro vincitori della competizione preliminare si aggiungono ai quattro primi arrivati nella lega dell'edizione precedente e disputano un girone all'italiana di sola andata: alla fine dei sette turni, i quattro col peggior risultato escono dalla Lega, mentre il primo accede alla finale contro il detentore del titolo.
La finale tra detentore del titolo e sfidante si disputa al meglio dei sette incontri (cinque prima del 2015).

## Albo d'oro
| Edizioni | Anno | Vincitore     | Punteggio | Finalista     |
| -------- | ---- | ------------- | --------- | ------------- |
| 1        | 2002 | Chen Yongan   | 3-1       | Xia Daming    |
| 2        | 2003 | Lin Zhihan    | 3-0       | Chen Yongan   |
| 3        | 2004 | Zhou Junxun   | 3-1       | Lin Zhihan    |
| 4        | 2005 | Zhou Junxun   | 3-1       | Lin Zhihan    |
| 5        | 2006 | Zhou Junxun   | 3-0       | Yoo Kyeongmin |
| 6        | 2007 | Chen Shien    | 3-1       | Zhou Junxun   |
| 7        | 2008 | Lin Zhihan    | 3-2       | Chen Shien    |
| 8        | 2009 | Lin Zhihan    | 3-2       | Chen Shien    |
| 9        | 2010 | Xiao Zhenghao | 3-1       | Lin Zhihan    |
| 10       | 2011 | Chen Shien    | 3-1       | Xiao Zhenghao |
| 11       | 2012 | Chen Shien    | 3-0       | Xiao Zhenghao |
| 12       | 2013 | Xiao Zhenghao | 3-1       | Chen Shien    |
| 13       | 2014 | Xiao Zhenghao | 3-1       | Lin Lixiang   |
| 14       | 2015 | Wang Yuanjun  | 4-3       | Xiao Zhenghao |
| 15       | 2016 | Wang Yuanjun  | 4-2       | Xiao Zhenghao |
| 16       | 2017 | Wang Yuanjun  | 4-0       | Lin Shixun    |
| 17       | 2018 | Wang Yuanjun  | 4-2       | Yang Bowei    |
| 18       | 2019 | Lin Junyan    | 4-2       | Wang Yuanjun  |
| 19       | 2020 | Wang Yuanjun  | 4-0       | Lin Junyan    |
| 20       | 2021 | Wang Yuanjun  | 4-2       | Jian Jingting |
| 21       | 2022 | Xu Haohong    | 4-1       | Wang Yuanjun  |
| 22       | 2023 | Xu Haohong    | 4-1       | Lai Junfu     |
| 23       | 2024 | Xu Haohong    | 4-0       | Lin Shixun    |
| 24       | 2025 | Xu Haohong    | 4-2       | Xu Jingen     |